# Wilhelm Freudenberg (Komponist)
Wilhelm Freudenberg (* 11. März 1838 in Raubach bei Neuwied; † 22. Mai 1928 in Schweidnitz) war ein deutscher Komponist, Dirigent und Theaterdirektor.

## Aus seinem Leben
Als Sohn eines Besitzers der Raubacher Hütte geboren, studierte Freudenberg nach dem Besuch des Gymnasiums in Duisburg, Evangelische Theologie in Heidelberg. Während seines Studiums wurde er im Winter-Semester 1856/57 Mitglied der Burschenschaft Frankonia Heidelberg/Badenia. 1858 ging er nach Leipzig, wo er am Konservatorium Musik studierte.
Wilhelm Freudenberg war ein älterer Bruder der Frauenrechtlerin Ika Freudenberg.

## Werke
- Die Nebenbuhler: romantisch-komische Oper in 3 Aufzügen. Bechtold, Wiesbaden 1879.
- Die Pfahlbauer: phantastische Oper in 3 Aufzügen. Bechtold, Wiesbaden 1881 (evtl. schon 1877).
- Kleopatra: eine Oper in vier Acten. Göhmann, Hannover 1882.
- Die Mühle im Wisperthal: eine komische Oper in drei Acten. Herbert, Darmstadt 1883.
- Der Sanct Katharinentag in Palermo: Oper in drei Aufzügen. Hermann, Berlin 1889.
- Marino Faliero: eine Oper in drei Aufzügen. Bechtold, Wiesbaden 1889/1890.
- Johannisnacht. 1896.
- Das Jahrmarktsfest zu Plundersweilern. (nach Goethe) 1908.
- Die Klause von Sulmenbach. Handschrift.
- Das Mädchen von Treppi. Handschrift.[3]